# وليام ديزموند (ممثل)
وليام ديزموند (بالإنجليزية: William Desmond)‏ مواليد 23 يناير 1878 في دبلن - الوفاة 3 نوفمبر 1949 في لوس أنجلوس، هو ممثل أمريكي بدأ مسيرته الفنية سنة 1915. ظهر في قرابة 205 أفلام. امتدت مسيرته الفنية لأكثر من 34 عاما. من أعماله نو ديفينس وذا إكسترا غيرل.

## روابط خارجية
- وليام ديزموند على موقع IMDb (الإنجليزية)
- وليام ديزموند على موقع ألو سيني (الفرنسية)
- وليام ديزموند على موقع أول موفي (الإنجليزية)
- وليام ديزموند على موقع قاعدة بيانات برودواي على الإنترنت (الإنجليزية)
- وليام ديزموند على موقع قاعدة بيانات الأفلام السويدية (السويدية)
- وليام ديزموند على موقع قاعدة بيانات الفيلم (الإنجليزية)
- وليام ديزموند على موقع كينوبويسك (الروسية)